# Hexoplon nigropiceum
Hexoplon nigropiceum är en skalbaggsart som beskrevs av Martins 1959. Hexoplon nigropiceum ingår i släktet Hexoplon och familjen långhorningar.
Artens utbredningsområde är Paraguay. Inga underarter finns listade i Catalogue of Life.